# 셰이쿠푸라
셰이쿠푸라(우르두어: شیخوپورہ , 펀자브어: شیخوپور)는 파키스탄 펀자브 주이다. 2017년 기준으로 파키스탄에서 16번째로 큰 도시이다.